# Никифор Теотокис
Никифор Теотокис (на гръцки: Νικηφόρος Θεοτόκης) е гръцки просветен деец, богослов и духовник, живял дълго време в Русия.
Роден е през 1731 година на остров Корфу, тогава венецианско владение, учи известно време в Италия, след което се замонашва на родния си остров, където по-късно основава училище. От средата на 60-те години работи в Лайпциг и Яш, а през 1776 година се установява в Полтава при своя земляк, архиепископа Евгениос Вулгарис. През 1779 година наследява Вулгарис като славянско-херсонски архиепископ, а през 1786 – 1792 година е архиепископ на Астрахан, след което се оттегля и ръководи малкия Данилов манастир в Москва.
Никифор Теотокис умира на 31 май 1800 година в Москва.